# Друга влада Саве Грујића
Друга влада Саве Грујића је била влада Краљевине Србије од 23. фебруара 1889. до 16. марта 1890. (по старом календару).

## Чланови владе
| Функција                                                  | Слика | Име и презиме         | Детаљи |
| --------------------------------------------------------- | ----- | --------------------- | ------ |
| Председник министарског савета и министар иностраних дела |       | Сава Грујић           |        |
| Министар унутрашњих дела                                  |       | Коста Таушановић      |        |
| Министар правде                                           |       | Глига Гершић          |        |
| Министар финансија                                        |       | Михаило Вујић         |        |
| Министар просвете и црквених дела                         |       | Светозар Милосављевић |        |
| Министар војни                                            |       | Димитрије Ђурић       |        |
| Министар грађевина                                        |       | Пера Велимировић      |        |
| Министар народне привреде                                 |       | Стеван Р. Поповић     |        |